# Mesochorus tenuigenae
Mesochorus tenuigenae là một loài tò vò trong họ Ichneumonidae.